# Yoncalla
Yoncalla es una ciudad ubicada en el condado de Douglas en el estado estadounidense de Oregón. En el año 2000 tenía una población de 1.052 habitantes y una densidad poblacional de 665.9 personas por km².

## Geografía
Yoncalla se encuentra ubicada en las coordenadas 43°35′57″N 123°17′8″O / 43.59917, -123.28556.

## Demografía
Según la Oficina del Censo en 2000 los ingresos medios por hogar en la localidad eran de $26,625, y los ingresos medios por familia eran $31,250. Los hombres tenían unos ingresos medios de $26,806 frente a los $19,412 para las mujeres. La renta per cápita para la localidad era de $13,756. Alrededor del 18.3% de la población estaban por debajo del umbral de pobreza.